# 经济学教育
经济学教育（英語：Economics education）是教授经济学知识的教育活动，属于教育学的一个分支领域。

## 内容
1. 目前经济学的课程、教材和教学方法，以及如何改进;
2. 研究经济学教学中其他教学方法的有效性，研究各种人群的经济知识水平以及影响其经济知识水平的因素。

## 目的及方式
经济学教育的目的在于揭示并传承人类关于经济事务的知识。或者说，经济学教育是以经济学为媒介培养人才的活动。
经济学教育的教学方式，可以划为经济学专业教育和经济学普及教育两大类。其中，经济学专业教育的途径多种多样，如计算机网络教育、学校教育等。

## 区别
经济学教育不同于教育经济学，教育经济学侧重于教育制度的经济学。不要与教育经济学混淆。